# Bou Argoub (délégation)
Bou Argoub est une délégation tunisienne dépendant du gouvernorat de Nabeul.
| Hommes | Classe d’âge | Femmes |
| ------ | ------------ | ------ |
| 581    | 75 ou +      | 799    |
| 2 099  | 60-74 ans    | 2 205  |
| 3 546  | 45-59 ans    | 3 359  |
| 3 832  | 30-44 ans    | 3 821  |
| 3 647  | 15-29 ans    | 3 638  |
| 3 884  | 0-14 ans     | 3 832  |